# Alfred Saalwächter
Alfred Saalwächter (ur. 10 stycznia 1883 w Nowej Soli, zm. 6 grudnia 1945 w Moskwie) – niemiecki admirał.

## Biografia

### Wczesne lata
Urodził w 1883 jako syn kierownika fabryki. 10 kwietnia 1901 wstąpił do Kaiserliche Marine. Wykształcenie marynarskie zdobywał na okrętach SMS „Moltke” i SMS „Hertha”. Początkowe lata służby spędził jako żołnierz piechoty morskiej. Jego pierwszym przydziałem była służba na pancerniku SMS „Hessen”. 10 marca 1906 awansowano go do oficerskiego stopnia Oberleutnant zur See. Od tego czasu służył już tylko na dużych jednostkach, kolejno SMS „Gneisenau” i SMS „Hannover”. Następnie został adiutantem Hugona von Pohla na SMS „Westfalen” i awansowano go do Kapitänleutnanta. 10 kwietnia 1911 przeniesiono go do dowództwa marynarki w Berlinie. W 1912 uhonorowano go Orderem Orła Czerwonego.

### I wojna światowa
Saalwächtera wybuch wojny zastał podczas służby na pancerniku SMS „Friedrich der Große”, okręcie flagowym Hochseeflotte. W lutym 1916 zdecydował się na przeniesienie do floty podwodnej i rozpoczął szkolenie. Od września 1916 do marca 1918 dowodził SM „U-25”, SM „U-46” i SM „U-94”. W czasie jednego patrolu załoga SM „U-46” pod komendą Saalwächtera zatopiła dziewięć statków. Nagrodzono go Krzyżem Żelaznym I Klasy.

### Okres międzywojenny
Po likwidacji Kaiserliche Marine Saalwächter służył jako Korvettenkapitän w marynarce wojennej Republiki Weimarskiej. Służył na pancerniku „Braunschweig” i pełnił rozmaite funkcje w dowództwie floty. 24 września 1926 został dowódcą krążownika lekkiego „Amazone”, a w następnym roku został Fregattenkapitänem i powierzono mu dowództwo nad pancernikiem „Schlesien”. 1 października 1932 został Konteradmiralem. Po powstaniu III Rzeszy, w 1933 mianowano go inspektorem edukacji marynarki, dzięki czemu zyskał decydujący wpływ na kształcenie młodych marynarzy. 1 kwietnia 1935 awansowano go do Vizeadmirala, a 1 czerwca 1937 roku Admiralem. 28 października 1938 powierzono mu komendę nad strategicznie ważną bazą marynarki w Wilhelmshaeven.

### II wojna światowa
Po wybuchu II wojny światowej powierzono mu dowództwo nad flotą niemiecką na Morzu Północnym. Był skłócony z wieloma admirałami, np. Wilhelmem Marschallem i Güntherem Lütjensem. 1 stycznia 1940 awansowany na Generaladmirala. Dowodził siłami Kreigsmarine w inwazji na Norwegię, a później niemiecką flotą w okupowanej Francji. Saalwächter kierował operacjami morskimi na północnym Atlantyku i kanale La Manche do zastąpienia go we wrześniu 1942 przez Marschalla. Kilka miesięcy później odszedł ze służby.

### Śmierć
W lipcu 1945 został aresztowany przez radzieckie władze okupacyjne i wysłany do byłego więzienia dla młodzieży na Magdalenenstraße w Berlinie-Lichtenbergu. W sierpniu został osądzony w radzieckim sądzie wojskowym i skazany na lata pracy przymusowej. Według innej wersji wydano na niego wyrok śmierci za (rzekome) zbrodnie wojenne oraz pomocnictwo i podżeganie do rozpętania agresji zbrojnej i został zastrzelony 6 grudnia 1945 roku w Moskwie. Dokładne okoliczności nie zostały wyjaśnione po dziś dzień. Po rozpadzie ZSRR został zrehabilitowany i oczyszczony ze wszystkich zarzutów przez władze rosyjskie.